# Konstantins
«Konstantins» — документальний фільм 2011 року.

## Зміст
Костянтин Раудуве — відомий письменник і філософ, який залишив світовій літературі цінну спадщину зі своїх праць. Це людина складної долі, якому довелося пережити війни і багато потрясінь ХХ століття, включаючи гоніння радянського режиму й еміграцію. Його особисте життя теж було сповнене потрясінь, але разом із тим і справжньої відданості, любові. З цієї передачі ви почерпнете багато цікавих фактів про цю видатну особистість, дізнаєтеся деякі факти його біографії з вуст найближчих Костянтину людей.
| Фільми | Це незавершена стаття про кінофільм. Ви можете допомогти проєкту, виправивши або дописавши її. |